# Rivière Kovik
Der Rivière Kovik ist ein 169 km langer Fluss im Nordwesten der Ungava-Halbinsel in der arktischen Tundra der Region Nunavik in der Verwaltungsregion Nord-du-Québec der kanadischen Provinz Québec.

## Flusslauf
Der Fluss hat seinen Ursprung im See Lac Vanasse, etwa 40 km südlich der Siedlung Salluit. Von dort fließt er zuerst in südöstliche, später in südwestliche Richtung zum Lac Belleau, und weiter nach Westen zum Lac Chassé. Er fließt weiter nach Westen zum Lac Mairaq, wo er den rechten Nebenfluss Rivière Derville aufnimmt. Weiter westlich mündet der Rivière Durouvray ebenfalls von rechts kommend in den Fluss. Der Fluss Rivière Kovik mündet schließlich in die Bucht Baie Kovik der Hudson Bay gegenüber von Kap Paalliq und etwa 90 km nördlich der Siedlung Akulivik. Größere Nebenflüsse von rechts sind Rivière Durouvray und Rivière Derville.

## Etymologie
Der Flussname leitet sich offenbar von dem Inuit-Wort „Kuuvik“ mit der Bedeutung „großer Fluss“ ab.